# Mirko Fajdiga
Mirko Fajdiga, slovenski zgodovinar, * 11. julij 1922, Maribor, † maj 2012.
Septembra 1943 se je v Bosni, kamor je bil izgnan, pridružil narodnoosvobodilni borbi in postal politični komisar bataljona v Moslavinski brigadi. Po odhodu iz Jugoslovanske ljudske armade (1953) je bil do 1979 strokovni delavec in nato višji kustos v Muzeju narodne osvoboditve v Mariboru. Objavil je več knjig in prispevkov iz zgodovine delavskega gibanja, narodnoosvobodilne borbe ter športa.

## Izbrana bibliografija
- V objemu človečnosti : partizansko zdravstvo na Slovenskem : 1941-1945 (COBISS)
- Miran Cizelj : vzor vrhunskega vsestranskega športnika, komunista in borca naše socialistične revolucije (COBISS)
- Zidanškova brigada (COBISS)
- Pohorski partizani 1943 : od padca Pohorskega bataljona do ustanovitve Zidanškove - Pohorske brigade (COBISS)
- Bračičeva brigada na Štajerskem, Koroškem in Gorenjskem (COBISS)